# Слободищенский трактат
Слободи́щенский тракта́т — сепаратный договор, заключённый 17 октября 1660 года гетманом Юрием Хмельницким с Речью Посполитой, представленной Станиславом Потоцким и Юрием Любомирским.
После проигранной битвы под Слободищем казацкое войско не смогло соединиться с войском Василия Шереметева, потерпевшего в итоге поражение под Чудновом. Напуганный Юрий Хмельницкий поспешил заключить с Короной соглашение, во многом дублировавшее Гадячский договор 1658 года, однако уже никоим образом не предоставлявшее Гетманщине автономию в составе Речи Посполитой. Казаки обязывались вместе с Польшей воевать против Русского царства и не нападать на Крымское ханство.
Полки Левобережной Украины во главе с Якимом Сомко и Василием Золотаренко не приняли Слободищенский трактат. Таким образом, Слободищенский трактат положил начало расколу Гетманщины, закреплённому позже Андрусовским перемирием.